# A Császári és Királyi Haditengerészet rendfokozatai
A császári és királyi haditengerészet egységeinek rendfokozatai az első világháborút megelőző időszakban.

## Tiszti rendfokozatok

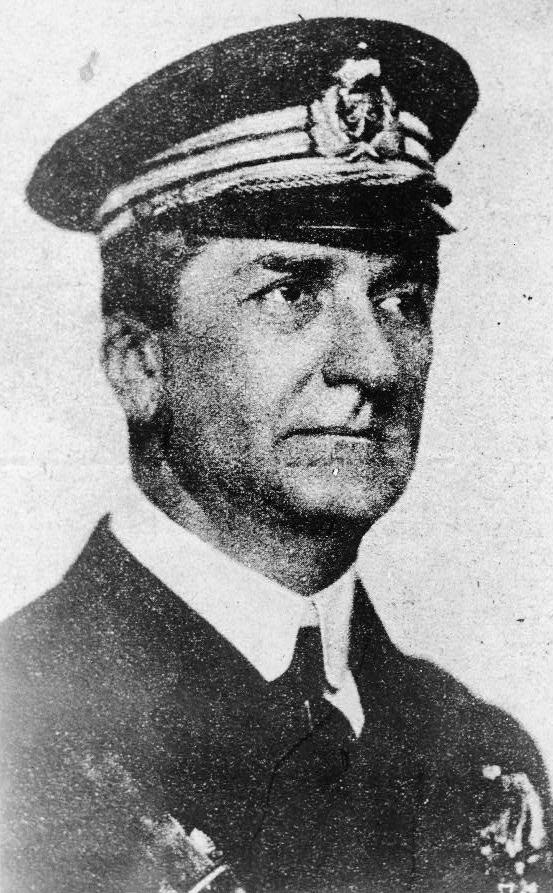
Horthy Miklós háborús flottaparancsnok

| zászlóstisztek / tengernagyok |                    |
| Großadmiral                   | főtengernagy       |
| Admiral                       | tengernagy         |
| Vizeadmiral                   | altengernagy       |
| Konteradmiral                 | ellentengernagy    |
| törzstisztek                  |                    |
| Linienschiffskapitän          | sorhajókapitány    |
| Fregattenkapitän              | fregattkapitány    |
| Korvettenkapitän              | korvettkapitány    |
| főtisztek                     |                    |
| Linienschiffsleutnant         | sorhajóhadnagy     |
| Fregattenleutnant             | fregatthadnagy     |
| tisztjelöltek                 |                    |
| Seefähnrich                   | tengerész zászlós  |
| Seekadett                     | tengerész hadapród |

## Tiszti rendfokozati jelzések
A haditengerészeti tiszti rendfokozati jelzéseket kék egyenruhán az egyenruha zubbonyának, illetve kabátjának ujjára varrták fel a csukló fölé. A rendfokozati jelzés részei (könyöktől a csukló felé) az aranypaszományból kivarrt Elliot-szem, alatta az állománykategórián belüli rendfokozatnak megfelelő számú keskeny, körbefutó aranypaszomány, alatta törzs- és zászlóstiszteknél az állománykategóriát jelző széles aranypaszomány.
A nyári fehér egyenruhán a rendfokozati jelzést a váll-lapon viselték, a rendfokozati jelzés grafikai elemei (Elliot-szem, keskeny és széles paszományok, zászlóstiszteknél a korona) megegyeztek a kék egyenruhán viselt jelvényekéivel.
Tengernagyok

Főtengernagy
Tengernagy
Altengernagy
Ellentengernagy

Törzstisztek

Sorhajókapitány
Fregattkapitány
Korvettkapitány

Főtisztek és tisztjelöltek

Sorhajóhadnagy
Fregatthadnagy
Korvetthadnagy/Zászlós
Tengerész-hadapród

## Altiszti és legénységi rendfokozati jelzések
Továbbszolgáló altisztek

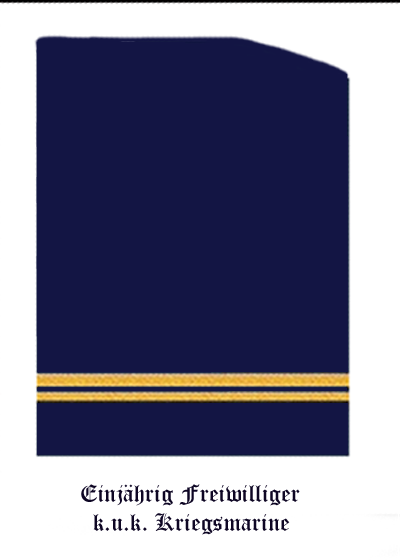
Egyéves önkéntes a Császári és Királyi Haditengerészetnél
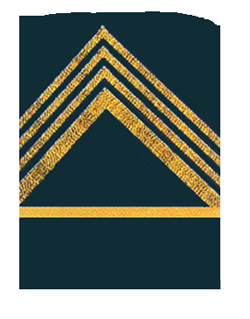
Továbbszolgáló Altiszt
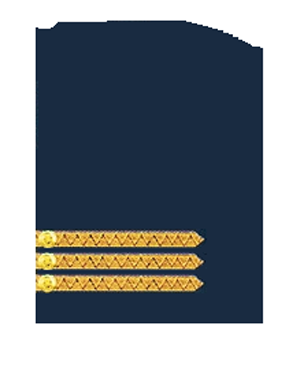
Törzsfőhajómester
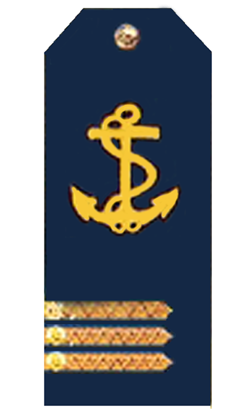
Törzsfőhajómester vállapja

Altisztek

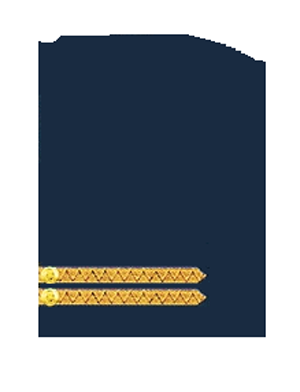
Törzshajómester
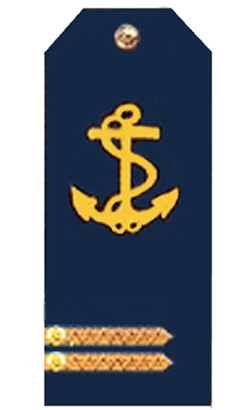
Törzshajómester vállapja
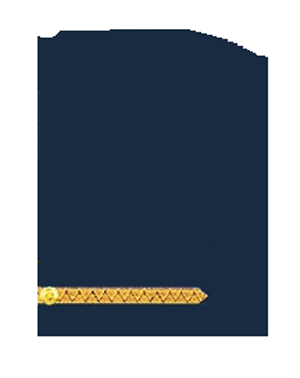
Alhajómester
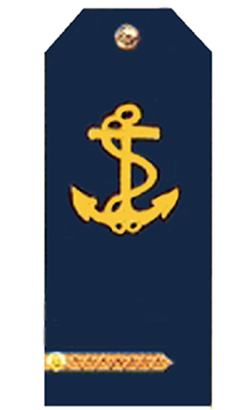
Alhajómester vállapja

Matrózok

1. osztályú matróz
2. osztályú matróz
3. osztályú matróz
4. osztályú matróz